# ريحان بن تيكان الكردي
ريحان بْن تيكان بْن موسك بْن عليّ أَبُو الخير المقرئ الحربي الكردي البغدادي هو المقرئ ولد قبل 520 هـ، وكان يمكنه السماع من هبة الله ابن الحصين وإنما سمع في كبره من أحمد بن الطلاية والمبارك بن أحمد الكندي وسعيد ابن البناء وأبي الوقت وقرأ القرآن على أبي حفص عمر بن عبد الله الحربي بالروايات. وإنما أضر في آخر عمره روى عنه : الدبيثي والضياء والزكي البرزالي وجماعة وأجاز للكمال عبد الرحمن المكبر وتوفي في صفر 616 هـ.